# Veliki komet iz leta 1811
Véliki komet iz leta 1811 (uradna oznaka je C/1811 F1, znan je tudi kot Komet Flaugergeus) je komet, ki ga je 25. marca 1811 odkril francoski astronom Honoré Flaugergues (1755–1835 ali 1830), ko je bil komet od Sonca oddaljen 2,72 a.e. . 11. aprila ga je videl tudi francoski astronom Jean-Louis Pons (1761–1831). Iste noči je odkritje potrdil tudi madžarski astronom Franz Xaver von Zach (1754–1832).

## Opazovanja
Opazovali so ga lahko 505 dni, od tega je bil s prostim očesom viden približno 260 dni. Prvi je njegovo tirnico določil Johann Karl Burckhardt (1773–1825). Heinrich Wilhelm Matthäus Olbers je predvideval, da bo komet postal izredno svetel. Od maja do avgusta ni bil primeren čas za opazovanje. Flaugergues in Olbers sta ga ponovno našla v ozvezdju Malega leva v avgustu. Olbers je opazil zelo slaboten rep, ki je bil sestavljen iz dveh žarkov, ki sta tvorila parabolo ali hiperbolo. Ločena sta bila za 80 do 85°, raztezala pa sta se od 30 do 40′ daleč. V septembru je postal komet zelo lep viden v večernih urah v ozvezdju Velikega medveda. V tem času se je približeval prisončju. William Herschel (1738–1822) je zapisal, da je 6. oktobra imel komet okoli 25° dolg rep. V januarju 1812 je svetlost kometa počasi padala. Astronomi pa so ga opazovali še nekaj mesecev. 
Za komet je bilo značilno, da je imel izredno veliko komo. Premer jedra kometa so pozneje ocenili na 30 do 40 km. Obhodno dobo pa so ocenili na 3757 let (pozneje so oceno popravili na 3065 let). Komet je bil zelo podoben kometu Komet Hale-Bopp, ki je postal svetel, čeprav ni letel zelo blizu Zemlje niti blizu Sonca. Imel pa je zelo veliko in aktivno jedro. 

## Vpliv na ljudi
Veliki komet iz leta 1811 je imel veliki vpliv tudi na življenje ljudi, ki se z astronomijo niso poklicno ukvarjali. Veliko so se s kometom ukvarjali tudi umetniki. Tako je ena izmed oseb iz romana Vojna in mir, katerega avtor je Lev Nikolajevič Tolstoj (1828–1910), opazovala komet, ki bi naj prinašal vse težave in seveda tudi konec sveta. 
Leto 1811 je bilo zelo ugodno tudi za pridelavo vina. Mnogi trgovci so prodajali kometno vino še mnogo let pozneje.